# Liste der Biografien/Tet
Liste der Biografien |
Portal Biografien |
Personensuche
# |
A |
B |
C |
D |
E |
F |
G |
H |
I |
J |
K |
L |
M |
N |
O |
P |
Q |
R |
S |
T |
U |
V |
W |
X |
Y |
Z |
?
 
Ta |
Tc |
Te |
Tf |
Tg |
Th |
Ti |
Tj |
Tk |
Tl |
Tm |
To |
Tq |
Tr |
Ts |
Tu |
Tv |
Tw |
Tx |
Ty |
Tz
 
Tea |
Teb |
Tec |
Ted |
Tee |
Tef |
Teg |
Teh |
Tei |
Tej |
Tek |
Tel |
Tem |
Ten |
Teo |
Tep |
Teq |
Ter |
Tes |
Tet |
Teu |
Tev |
Tew |
Tex |
Tey |
Tez
Die Liste der Biografien führt alle Personen auf, die in der deutschsprachigen Wikipedia einen Artikel haben. Dieses ist eine Teilliste mit 171 Einträgen von Personen, deren Namen mit den Buchstaben „Tet“ beginnt.

## Tet

### Teta
- Tetamashimba, Benny († 2009), sambischer Politiker
- Tétar van Elven, Paul (1823–1896), niederländischer Kunstmaler
- Tetarenko, Joey (* 1978), kanadischer Eishockeyspieler
- Tétart, Jean-Marie (* 1949), französischer Politiker der Les Républicains

### Tete
- Tetê (* 2000), brasilianischer Fußballspieler
- Tête Jaune (1805–1827), kanadischer Trapper vom Volk der Métis
- Tete, Kenny (* 1995), niederländischer Fußballspieler
- Tete, Zolani (* 1988), südafrikanischer Boxer im Superfliegengewicht
- Tetel, Marcel (1932–2004), US-amerikanischer Romanist und Literaturwissenschaftler
- Tetelbaum, Veronica Nicole (* 1984), ukrainisch-israelische Filmregisseurin, Schauspielerin und Fotografin
- Tetelman, Jonathan (* 1988), chilenisch-US-amerikanischer Opernsänger der Stimmlage TenorJonathan Tetelman (* 1988)

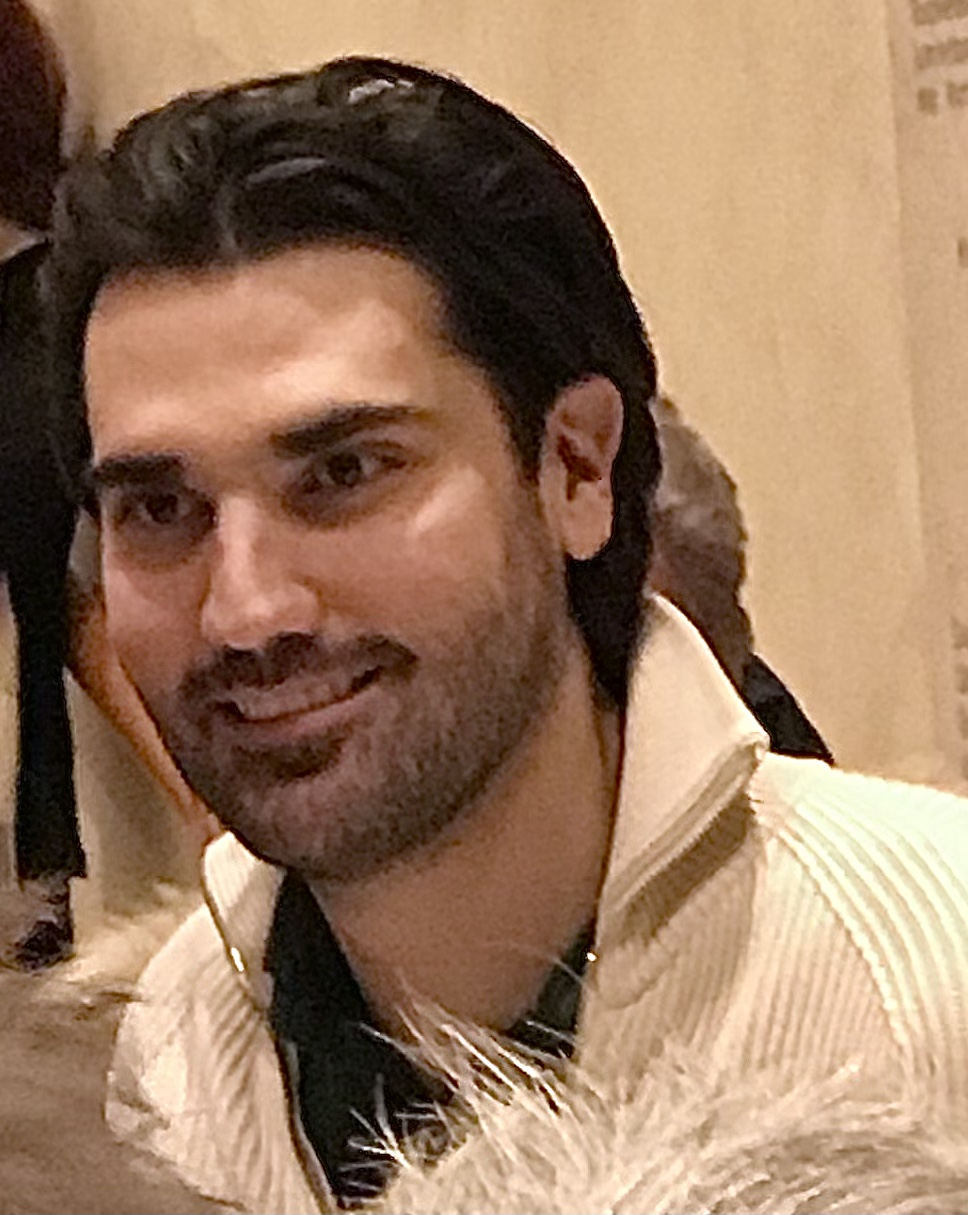
Jonathan Tetelman (* 1988)

- Tetenberg, Klaus (* 1943), deutscher Badmintonspieler
- Tetens, Alfred (1835–1903), deutscher Kapitän, Entdecker und später Wasserschout des Senats der Freien und Hansestadt Hamburg
- Tetens, Friedrich Tete Harens (1899–1976), deutscher investigativer Journalist
- Tetens, Holm (* 1948), deutscher Philosoph
- Tetens, Johann Nicolaus (1736–1807), deutsch-dänischer Philosoph und Hochschullehrer
- Tetens, Otto (1865–1945), deutscher Naturwissenschaftler
- Tetens, Victor (1841–1909), deutscher Architekt und preußischer Baubeamter
- Tetens, Wilfried (* 1940), deutscher Handballschiedsrichter, -trainer und -funktionär
- Teter, Hannah (* 1987), US-amerikanische Snowboarderin
- Teter, Magda (* 1970), polnische Historikerin
- Teterin, Iwan (* 2005), kasachischer Sprinter
- Teterina, Irina Wladimirowna (* 1958), sowjetische Ruderin
- Teterja, Pawlo († 1671), Ataman der rechtsufrigen Ukraine

### Teth
- Tethinger, Johann Pedius, deutscher Lehrer, Geschichtsschreiber und lateinischsprachiger Dichter
- Tethool, Josephus (1934–2010), indonesischer Geistlicher, Weihbischof in Amboina

### Teti
- Teti, ägyptischer Schatzmeister
- Teti, altägyptischer Beamter der 6. Dynastie
- Teti I., altägyptischer König der 1. Dynastie (um 3000 v. Chr.)Teti I.

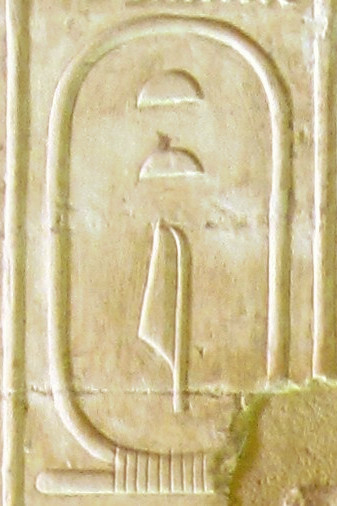
Teti I.

- Teti II., altägyptischer König der 6. Dynastie
- Teti, Carla (* 1969), italienische Kostümbildnerin
- Teti, Michael (* 1956), US-amerikanischer Ruderer
- Tetianch, Prinz der altägyptischen 6. Dynastie
- Tetik, Anıl (* 1990), türkischer Schauspieler
- Tetik, Burçin (* 1985), türkische Schriftstellerin, Journalistin und Aktivistin
- Tetik, Şükrü (* 1957), türkischer Fußballspieler
- Tetikel, Emre (* 1985), türkischer Film- und Fernsehserienschauspieler, Theaterlehrer und Autor
- Tetiky, Bürgermeister von Theben
- Tetimow, Ognjan (* 1964), bulgarischer Politiker und Abgeordneter
- Teting, Nicolaus Knutzen, Arzt und Laientheologe
- Tetischeri, altägyptische Herrscherin
- Tetius Veturius Micianus, Gaius, römischer Offizier (Kaiserzeit)
- Tetiva, Jaroslav (1932–2021), tschechoslowakischer Basketballspieler

### Tetj
- Tetjajew, Michail Michailowitsch (1882–1956), russisch-sowjetischer Geologe und Hochschullehrer
- Tetjanytsch, Teodor (1942–2007), ukrainischer Künstler
- Tetjuchin, Sergei Jurjewitsch (* 1975), russischer Volleyballspieler

### Tetl
- Tetley, Glen (1926–2007), US-amerikanischer Tänzer und Choreograf
- Tetlock, Philip (* 1954), US-amerikanischer Psychologe und Hochschullehrer
- Tetlow, Joshua (* 1998), britischer Eishockeyspieler
- Tetlow, Tania (* 1971), US-amerikanische Juristin

### Tetm
- Tetmajer, Ludwig von (1850–1905), Schweizer Bauingenieur
- Tetmajer, Włodzimierz (1861–1923), polnischer Maler und Politiker

### Tetn
- Tetnap Nsangou, Aboubakar (* 1995), kamerunischer Leichtathlet

### Tetr
- Tetradse, Omari Michailowitsch (* 1969), sowjetisch-russischer Fußballspieler
- Tétrault, Laurent (1904–1951), kanadischer römisch-katholischer Ordensgeistlicher, Apostolischer Vikar von Bukoba
- Tetrazzini, Eva (1862–1938), italienische Sängerin der Stimmlage Sopran
- Tetrazzini, Luisa (1871–1940), italienische Opernsängerin (Koloratursopran)Luisa Tetrazzini (1871–1940)

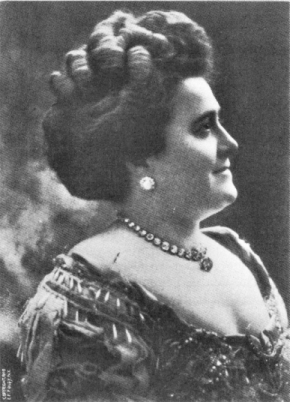
Luisa Tetrazzini (1871–1940)

- Tetreault, Tim (* 1970), US-amerikanischer nordischer Kombinierer
- Tétreault, Valérie (* 1988), kanadische Tennisspielerin
- Tetrick, Harry W. (1911–1977), US-amerikanischer Tontechniker
- Tetricus I., Kaiser des gallischen Sonderreiches
- Tetricus II., Kaiser des Imperium Galliarum
- Tetricus von Langres, Bischof von Langres
- Tetro, Tony (* 1950), US-amerikanischer Kunstfälscher
- Tetrode, Hugo (1895–1931), niederländischer Physiker

### Tets
- Tets van Goudriaan, Dirk Arnold Willem van (1844–1930), niederländischer Politiker und Diplomat
- Tetsche (* 1946), deutscher Cartoonist
- Tetsugen, Dōkō (1630–1682), japanischer Mönch der Ikkō-Sekte
- Tetsugyū Dōki (1628–1700), japanischer Mönch der Obaku-shū
- Tetsuto, Hiroshi (* 1982), japanischer Fußballspieler

### Tett
- Tett, Gillian (* 1967), britische Wirtschaftsjournalistin und Autorin
- Tettamanti, Franco (* 1975), Schweizer Arzt, Fotograf und Künstler
- Tettamanti, Tito (* 1930), Schweizer Rechtsanwalt, Politiker (CVP), Unternehmer und FinancierTito Tettamanti (* 1930)

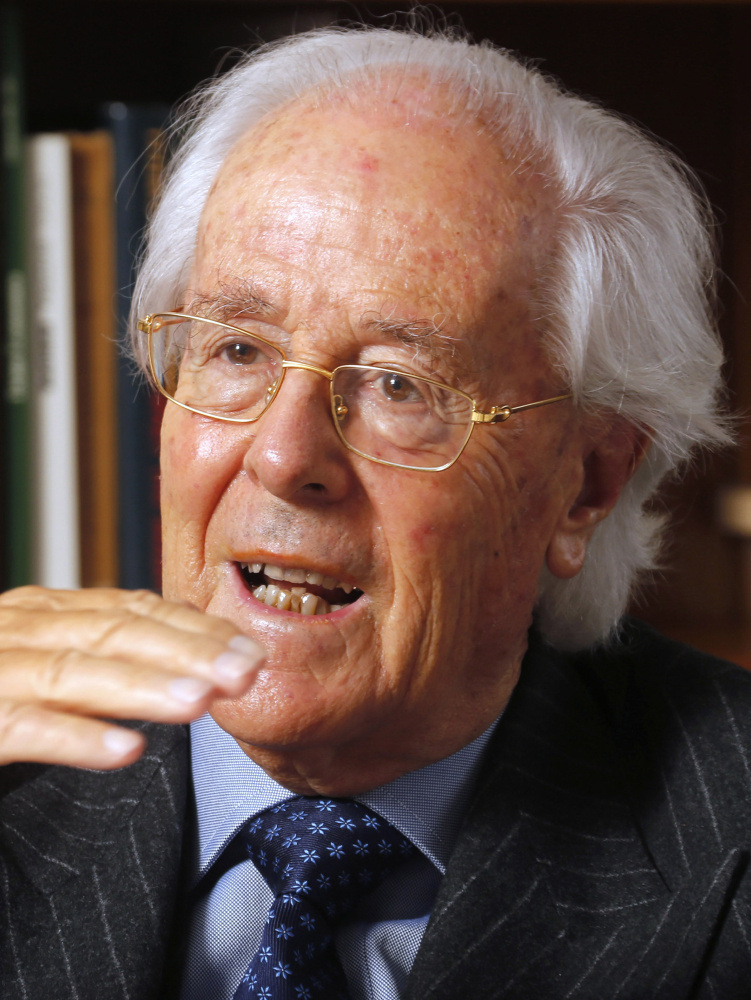
Tito Tettamanti (* 1930)

- Tettamanzi, Dionigi (1934–2017), italienischer Theologe, Erzbischof von Mailand und Kardinal der römisch-katholischen Kirche
- Tettau, Abel Friedrich von (1688–1761), russischer Generalleutnant und Oberkommandant von Archangelsk
- Tettau, Alfred von (1810–1893), deutscher Fideikommissbesitzer und Politiker, MdR
- Tettau, Carl Christian von (1681–1747), sächsischer Oberberghauptmann
- Tettau, Daniel von (1670–1709), preußischer Generalmajor, Obrist der Grendadierleibgarde sowie Kammerherr
- Tettau, Dietrich von (1654–1730), preußischer Geheimer Etats- und Kriegsminister
- Tettau, Ernst Dietrich von (1716–1766), preußischer Minister
- Tettau, Friedrich von (1664–1748), preußischer Staatsminister
- Tettau, Georg Abel von (1618–1677), Obermarschall im Herzogtum Preußen
- Tettau, Georg von (1837–1930), deutscher Gutsbesitzer, Landwirt und Politiker
- Tettau, Hans Bernhard von (1818–1898), sächsischer Generalleutnant
- Tettau, Hans Dietrich von (1620–1687), brandenburgisch-preußischer Jurist und Hofrat
- Tettau, Hans Eberhard von (1585–1653), preußischer Staatsmann
- Tettau, Hans von (1888–1956), deutscher General der Infanterie im Zweiten Weltkrieg
- Tettau, Johann Georg von (1650–1713), preußischer Generalleutnant und Kammerherr, Gouverneur von der Zitadelle Spandau
- Tettau, Julius Ernst von (1644–1711), General-Feldzeugmeister und General der Infanterie im Dienste der Generalstaaten
- Tettau, Otto von (1868–1946), deutscher Generalleutnant der Reichswehr
- Tettau, Wilhelm Sigismund von (1717–1797), preußischer Capitain, Landrat und Landesdirektor
- Tettau, Wilhelm von (1804–1894), deutscher Jurist, Regierungsrat und Historiker
- Tettau, Wilhelm von (1872–1929), deutscher Architekt
- Tettauer, Wilhelm († 1498), aus dem Adelsgeschlecht Tettau stammender Heerführer
- Tette, König von Nuḫašše
- Tetteh, Benjamin (* 1997), ghanaischer Fußballspieler
- Tetteh, Hanna (* 1967), ghanaische Politikerin und UN-Funktionärin
- Tetteh, Samuel (* 1996), ghanaischer Fußballspieler
- Tetteh, Sellas (* 1956), ghanaischer Fußballtrainer
- Tetteh, Shirley, britische Fusion- und Jazzmusikerin (Gitarre)
- Tetteh, Sulemanu (* 1992), ghanaischer Boxer, Olympiateilnehmer
- Tetteh, Theresa (* 1986), ghanaische Badmintonspielerin
- Tettelbach, Moritz (1794–1870), deutscher Blumenmaler, Hofmaler am Hofe des Königs Friedrich August II. von Sachsen
- Tettenborn, Alwine (1857–1923), preußische Rechtswissenschaftlerin
- Tettenborn, Friedrich Karl von (1778–1845), österreichischer General der Kavallerie im FreiheitskriegFriedrich Karl von Tettenborn (1778–1845)

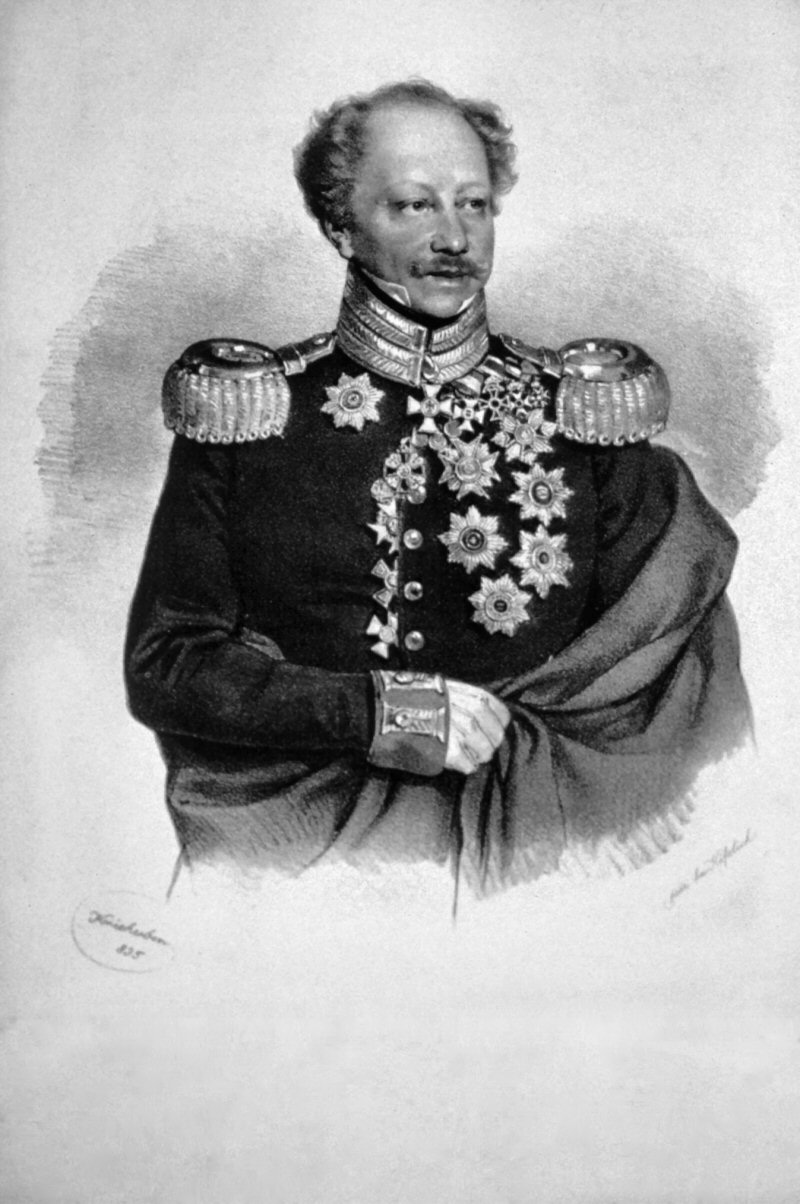
Friedrich Karl von Tettenborn (1778–1845)

- Tettenborn, Hans von († 1626), kursächsischer Appellationsrat und Gutsbesitzer
- Tettenborn, Hans von (1708–1779), preußischer Generalleutnant und Chef des preußischen Infanterie-Regiments Nr. 11
- Tettenborn, Heinrich von (1905–1966), deutscher Restaurator
- Tettenborn, Horst von (1865–1938), sächsischer Generalmajor
- Tettenborn, Joachim (1918–2008), deutscher Dramaturg und Autor
- Tettenborn, Karl (1858–1938), deutscher Verwaltungsjurist
- Tettenborn, Leopold von (1853–1917), deutscher Verwaltungsbeamter
- Tettenborn, Otto von († 1613), sächsischer Bergrat
- Tettenborn, Otto von (1856–1919), sächsischer General der Infanterie
- Tettenborn, Sabine, deutsche Fernsehproduzentin
- Tettenweis, Johann Adlzreiter von (1596–1662), bayerischer Jurist und Politiker
- Tettey, Alexander (* 1986), norwegischer Fußballspieler
- Tettey-Quao, Barikisu (* 1980), ghanaische Fußballspielerin
- Tettienus Bellicus, Galeo, römischer Offizier (Kaiserzeit)
- Tettienus Petronianus, Galeo, Suffektkonsul 76
- Tettienus Serenus, Titus, römischer Senator
- Tetting, Carl W. (1890–1966), deutscher Schauspieler, Produktions- und Herstellungsleiter
- Tettinger, Christoph, deutscher Sänger und ehemaliges Mitglied der Band Wise Guys
- Tettinger, Peter (1947–2005), deutscher Jurist und Hochschullehrer
- Tettius Iulianus, Lucius, römischer Suffektkonsul (83)

### Tetu
- Tétu, Michel (1938–2008), französisch-kanadischer Romanist und Karibist

### Tetz
- Tetz, Ludwig von († 1527), Dieb und Straßenräuber in der linksrheinischen Umgebung Kölns
- Tetz, Margit (* 1953), deutsche Sozialpädagogin und Fernsehmoderatorin
- Tetz, Martin (1925–2017), deutscher evangelischer Theologe und Kirchenhistoriker
- Tetzchner, Stephen von (* 1946), norwegischer Psychologe und Professor für Entwicklungspsychologie
- Tetzel, Eugen (1870–1937), deutscher Musikpädagoge, Musikschriftsteller und Komponist
- Tetzel, Hans (1518–1571), deutscher Patrizier, Kaufmann und Montanunternehmer
- Tetzel, Joan (1921–1977), US-amerikanische Schauspielerin
- Tetzel, Johann († 1519), deutscher Dominikanerbruder, Ablassprediger und Gegenspieler LuthersJohann Tetzel († 1519)

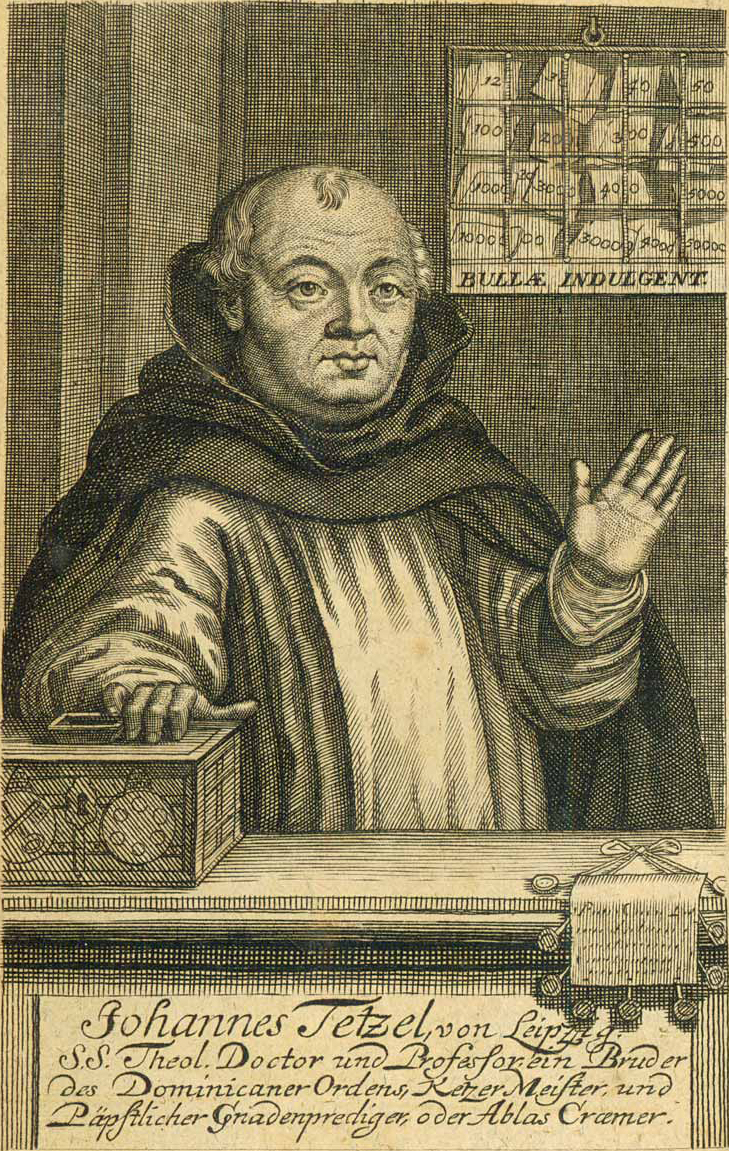
Johann Tetzel († 1519)

- Tetzeli von Rosador, Kurt (1940–2009), deutscher Anglist, Übersetzer und Schriftsteller
- Tetzen-Lund, Christian (1852–1936), dänischer Unternehmer und Kunstsammler
- Tetzlaff, Arthur (1871–1949), deutscher Verleger
- Tetzlaff, Bob (1935–2012), US-amerikanischer Radrennfahrer
- Tetzlaff, Carl (1837–1912), deutscher Theaterschauspieler und -regisseur
- Tetzlaff, Christian (* 1966), deutscher Violinist
- Tetzlaff, Dieter (* 1944), deutscher Speedwayfahrer
- Tetzlaff, Dörthe (* 1974), deutsche Hydrologin und Hochschullehrerin
- Tetzlaff, Gustav Johann Alexander (1838–1913), deutscher Reichsgerichtsrat
- Tetzlaff, Ingeborg (1907–1994), deutsche Kunsthistorikerin und Autorin
- Tetzlaff, Juri (* 1972), deutscher FernsehmoderatorJuri Tetzlaff (* 1972)

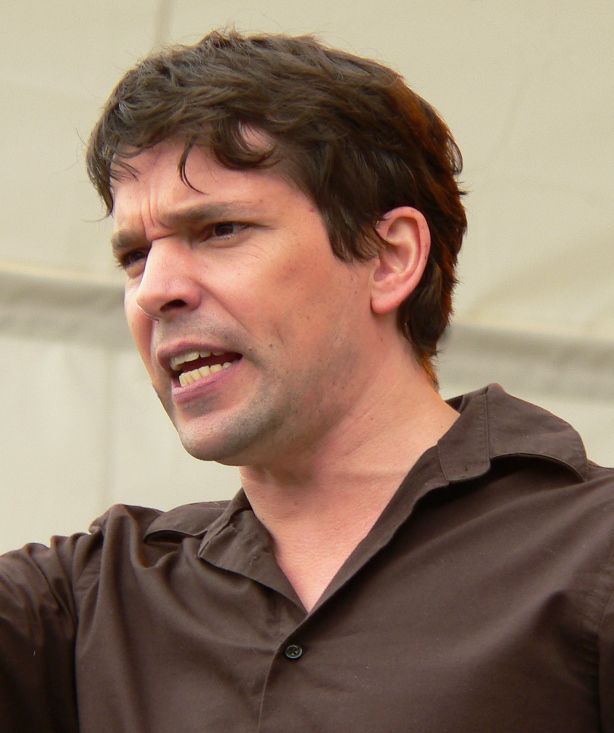
Juri Tetzlaff (* 1972)

- Tetzlaff, Kurt (1933–2022), deutscher Filmregisseur
- Tetzlaff, Maren (* 1988), deutsche Fußballspielerin
- Tetzlaff, Michael (* 1973), deutscher Autor
- Tetzlaff, Rainer (* 1940), deutscher Politologe und Afrikawissenschaftler
- Tetzlaff, Reinhild (1944–2010), deutsche Kuratorin
- Tetzlaff, Ronald (* 1958), deutscher Physiker
- Tetzlaff, Rudolf (1905–1989), deutscher Verleger
- Tetzlaff, Sarah (* 2000), neuseeländische Sportkletterin
- Tetzlaff, Tanja (* 1973), deutsche Cellistin
- Tetzlaff, Ted (1903–1995), US-amerikanischer Regisseur
- Tetzlaff, Teddy (1883–1929), US-amerikanischer Rennfahrer und Schauspieler
- Tetzlaff, Toni (1870–1947), deutsche Schauspielerin
- Tetzloff, Samuel Christoph von (1738–1810), Regierungsrat in Schwedisch-Pommern
- Tetzner, Alexander (* 1974), deutscher Fußballspieler
- Tetzner, Bruno (1922–2008), deutscher Kulturpolitiker und Musikpädagoge
- Tetzner, Christoph (* 1981), deutscher Basketballspieler
- Tetzner, Ernst (* 1906), deutscher Turner
- Tetzner, Franz (1863–1919), deutscher Realschullehrer, Ethnologe, Schriftsteller und Publizist
- Tetzner, Gerti (* 1936), deutsche Schriftstellerin
- Tetzner, Heinz (1920–2007), deutscher Maler und Grafiker
- Tetzner, Horst (1930–2014), deutscher Polizeioffizier der DDR-Volkspolizei
- Tetzner, Karl (1914–2008), deutscher Fachjournalist vor allem für Unterhaltungselektronik
- Tetzner, Kurt, deutscher Fußballspieler
- Tetzner, Lisa (1894–1963), deutsche KinderbuchautorinLisa Tetzner (1894–1963)
- Tetzner, Reiner (* 1936), deutscher Autor

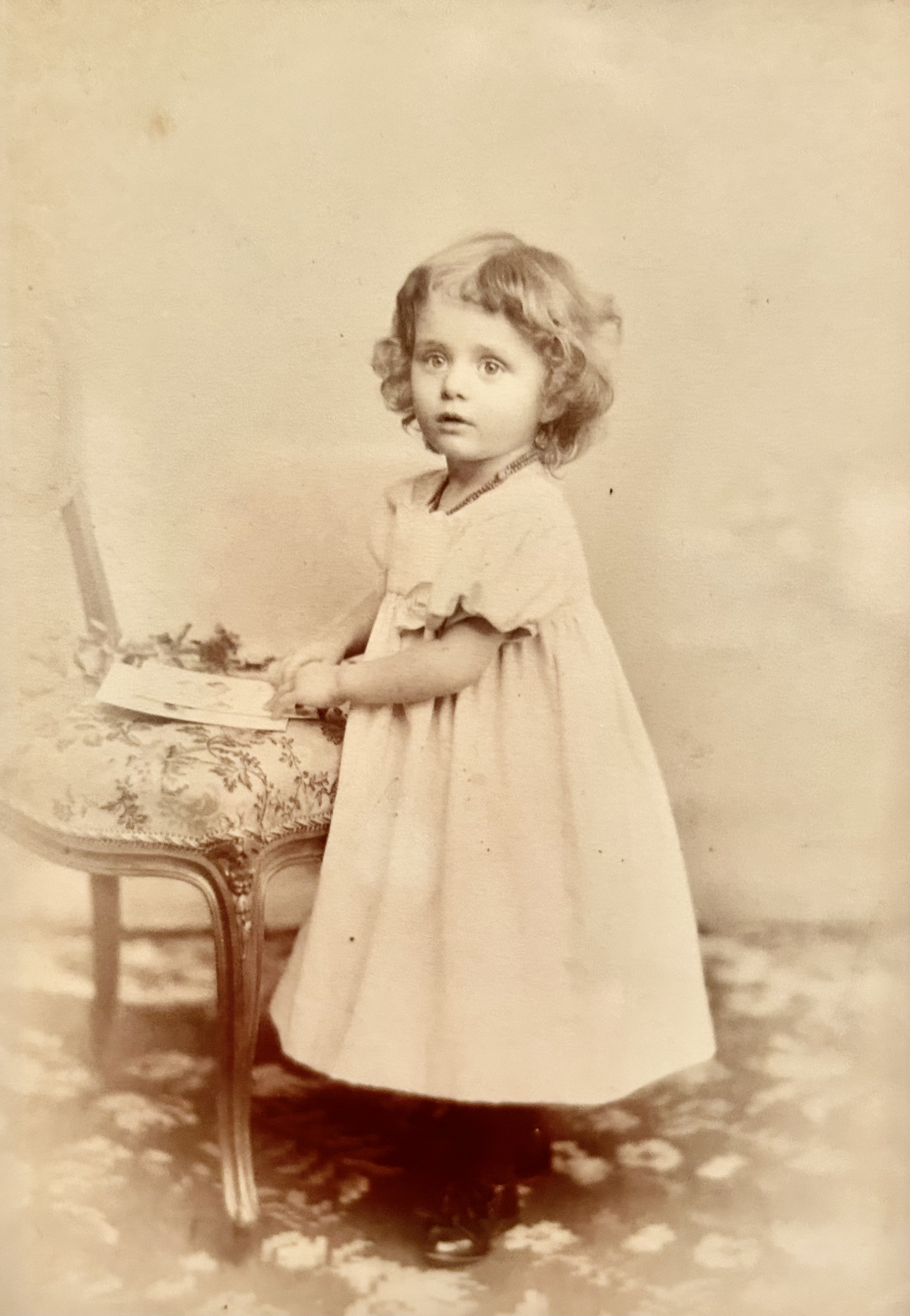
Lisa Tetzner (1894–1963)

- Tetzschner, Michael (* 1954), norwegischer Politiker